# 美国核能管理委员会

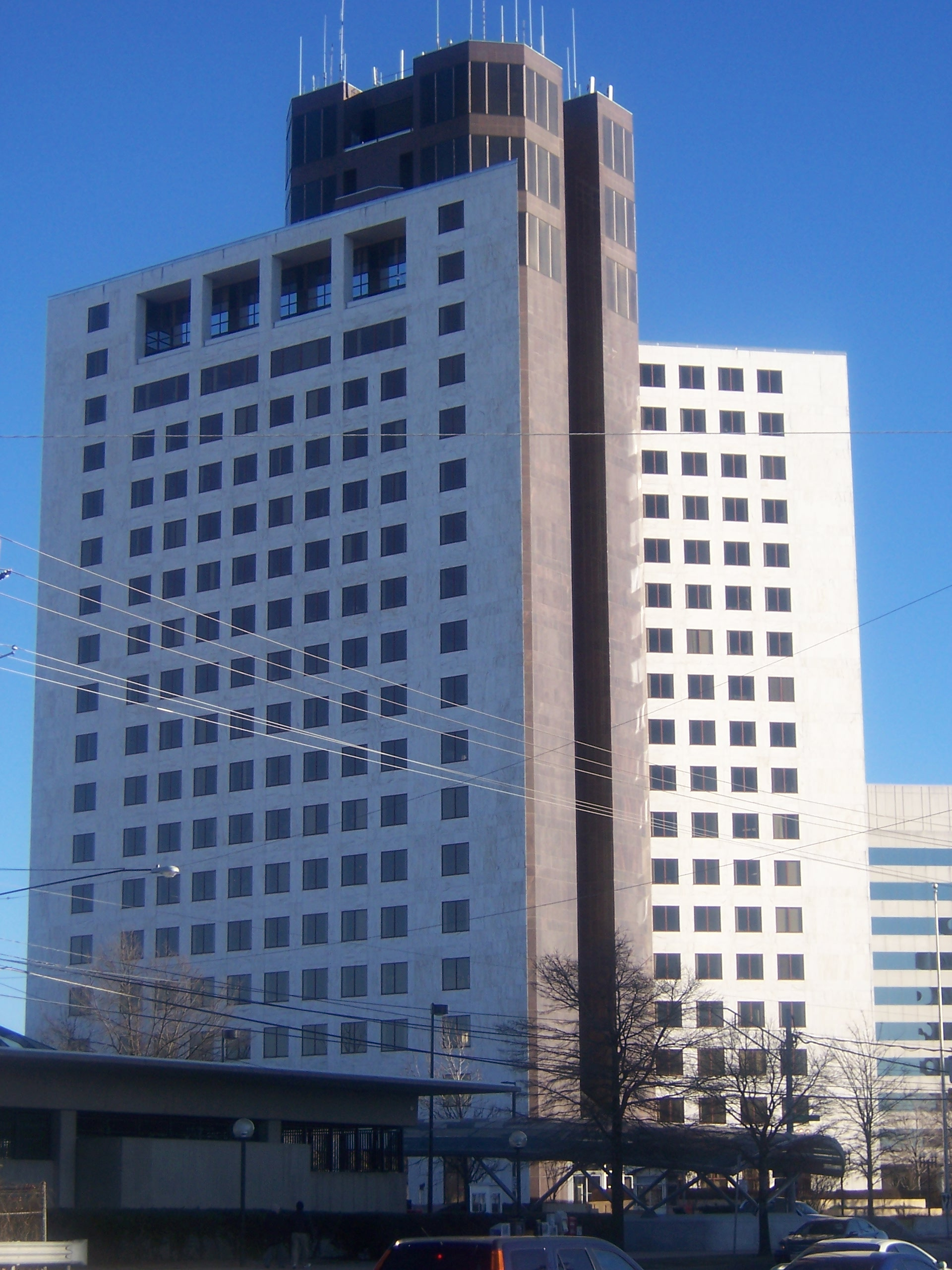
NRC总部，位于马里兰州的罗克维尔市

美国核能管理委员会（英語：Nuclear Regulatory Commission），或译美国原子能规制委员会，是美国政府設置負責原子能（即核能）相关管理工作的獨立機構。该机关于1974年因美国的能源重组法案生效而产生，并从美国原子能委员会中独立出来。1975年1月19日，NRC正式独立工作。NRC总部现设在马里兰州的罗克维尔市。
NRC的工作主要在三方面：核反应堆、核原料及核废料。NRC主要监督管理这三方面的安全、运作、许可证颁发、更新。

## 使命和委员
NRC的使命是规范全国民用的副产品，来源和特殊核材料，以确保充分保护公共健康和安全，促进共同防御和安全，并保护环境。 NRC的监管任务涵盖三个主要领域：
- 反应堆：用于产生电力的商用反应堆，以及用于研究、测试和培训的研究暨试验反应堆。
- 核材料：在医疗、工业和学术环境中使用核材料以及生产核燃料的设施。
- 核废料：核材料和废料的运输、储存和处置，以及核设施的退役。

NRC由五名委员组成，委員為美国总统任命，并由美国参议院确认，任期五年。其中一名委员由总统指定为委员会主席和官方发言人。
现任主席是克里斯多福·T·漢森。喬·拜登总统任命漢森担任NRC主席，自2021年1月20日起生效。

### 主席列表
| No. | 姓名 (主席)            | 照片 | 任期          | 任期           | 任命者         |
| --- | ---------------------- | ---- | ------------- | -------------- | -------------- |
| 12  | 戴尔·克莱因 （）       |      | 2006年7月1日  | 2009年5月13日  | 乔治·沃克·布什 |
| 13  | 格雷戈里·B·贾茨科 （） |      | 2009年5月13日 | 2012年7月9日   | 贝拉克·奥巴马  |
| 14  | 艾伦·麦克法兰 （）     |      | 2012年7月9日  | 2014年12月31日 | 贝拉克·奥巴马  |
| 15  | 斯蒂芬·伯恩斯 （）     |      | 2015年1月1日  | 2017年1月23日  | 贝拉克·奥巴马  |
| 16  | 克里斯汀·斯维尼基 （） |      | 2017年1月23日 | 2021年1月20日  | 唐纳德·特朗普  |
| 17  | 克里斯多福·T·漢森 （） |      | 2021年1月20日 | 現任           | 喬·拜登        |

## NRC区域

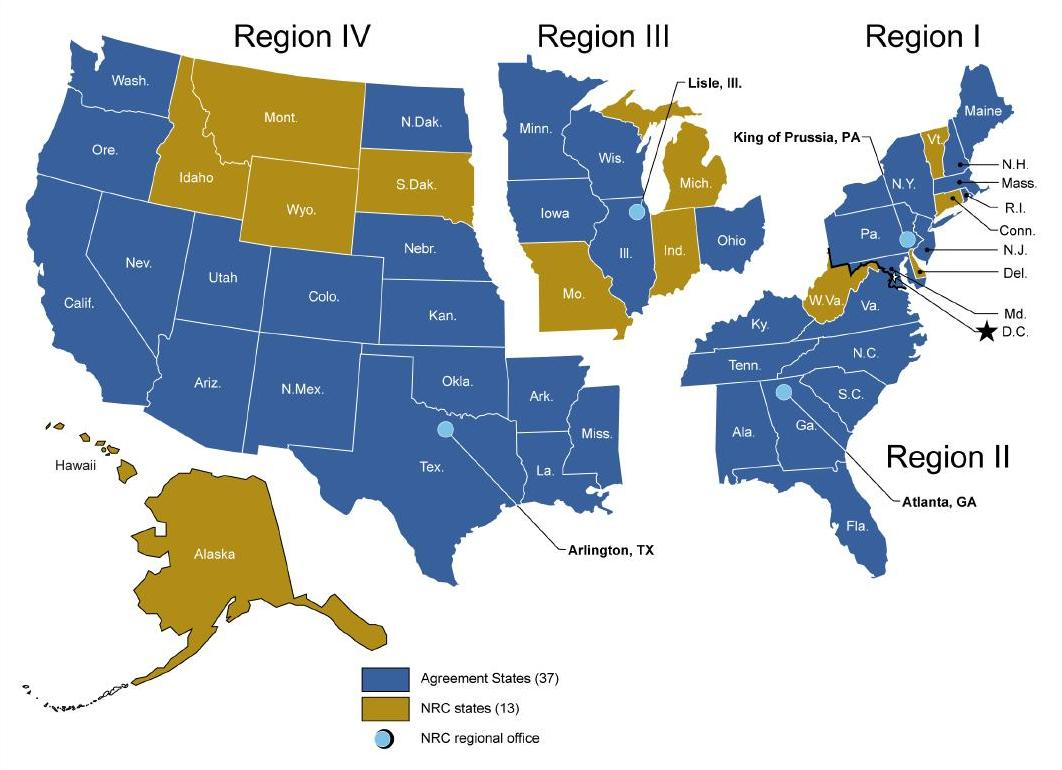
NRC区域的地图

NRC轄區被分为四个地理区域; 直到1990年代末，加利福尼亚州核桃溪的第五区办事处被吸收到第四区，而第五区被解散。
- 第I区，总部位于宾夕法尼亚州普鲁士国王市，负责监督东北部各州。
- 第II区，总部位于佐治亚州亚特兰大市，第二区负责监督东南部的大部分州。
- 第II区，总部位于伊利诺伊州萊爾市，第三区负责监督中西部地区。
- 第IV区，总部位于德克萨斯州阿灵顿市，负责监督西部和中南部各州以及夏威夷州、阿拉斯加州。

在这四个地区，NRC负责监督美国核反应堆的运行，即104个发电反应堆和36个非发电反应堆。 监督在几个层面上完成。 例如：
- 每个发电反应堆现场都有驻地检查员，负责监督日常运作。
- 许多具有许多不同专业的特殊检查小组经常在每个地点进行检查。

## 培训和认证

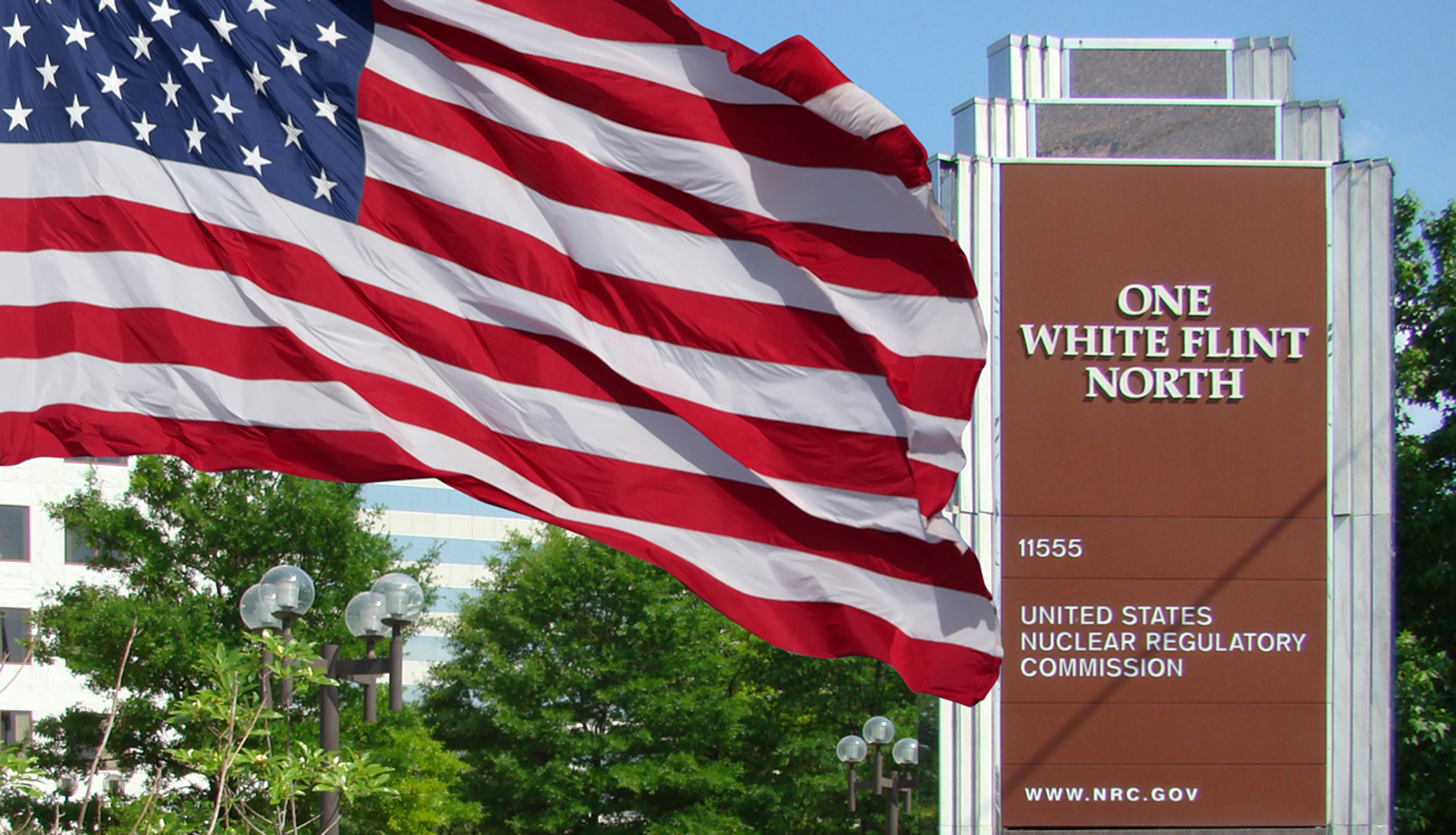
委员会总部

NRC进行审计和培训检查，观察国家核证委员会(National Nuclear Accrediting Board, 缩写：NNAB)会议，并提名一些成员。
1980年凯梅尼委员会在三哩岛核泄漏事故发生后的报告中建议核能产业“制定并监督自己的卓越标准”。 核工业在9个月内成立了核电运营研究所（INPO），以建立人员培训和资格。 通过INPO，该行业早在1980年或1985年9月就根据国际原子能机构(IAEA)创建了“国家核培训计划”。 INPO在其网站上将NANT称为“我们的国家核培训学院(our National Academy for Nuclear Training, 缩写：NANT)”。NANT整合并标准化INPO和美国核能公司的培训计划，提供培训奖学金并与“国家核能认证委员会”进行互动。 该委员会与“国家核培训学院”密切相关，而不是政府机构，并被INPO，核能研究所和核电公司称为独立的。
1982年《核废料政策法案》(Nuclear Waste Policy Act)指示NRC在第306条款中发布关于核电厂人员培训的法规或“其他适当的监管指导”。 由于核工业已经开发了培训和认证，NRC于1985年发布了一份政策声明，赞同INPO计划。 NRC与INPO签署了一份协议备忘录，“通过观察认证团队的访问和每月的国家核证委员会(NNAB)会议来监督INPO的活动”。
1993年，NRC通过其“培训规则”认可了该行业近十年来一直使用的培训方法。 1994年2月，NRC通过了1994年2月9日颁发的“运营商重新认证规则”59 FR 5938，允许每个核电厂公司 - 而不是该机构 - 每六年进行一次运营商许可证更新审查，从而消除了 NRC管理的书面重新审核要求。
1999年，NRC发布了关于运营商初始许可审查的最终规则，允许但不要求公司“准备，监督和评级”他们自己的运营商初始许可审查。 设施可以“根据书面请求”继续由NRC工作人员准备和管理，但如果公司志愿准备考试，NRC将继续批准和管理。
自2000年以来，NRC与申请人或被许可人之间的会议向公众开放。